# Брайко Марфа Романівна
Брайко́ Ма́рфа Рома́нівна (відома під псевдонімом Марі́я Брайко́) (*1897 — †1972) — українська народна поетеса, співачка.

## Біографія
Марфа Романівна народилась в селі Келеберда на Черкащині. Змалку їй подобалась наука, однак змогла закінчити лише місцеву церковно-приходську школу. Через нестатки у сім'ї пішла в найми. У вільний час читала Тараса Шевченка, співала з подругами народні пісні. Пізніше наймається в Канів до міських багатіїв у няньки, де потай читає книги з їхньої бібліотеки. Продовжує співати.
В довоєнні роки виступала з народними піснями у сільських клубах та будинках культури. Репертуар її пісень був різноманітним. Слава Брайко поширюється за межі області, в Інституті мистецтвознавства, фольклору і етнографії АН УРСР записала десятки народних пісень. Під час війни працювала в Куйбишевській області інспектором із заготівлі. В 1944 році повернулася в рідне село, трудилася в колгоспі. У повоєнні роки займалась поетично-етнографічними описами Шевченкового краю, поетизуючи природу Придніпров'я, героїзм боротьби за Радянську владу, трудові досягнення своїх земляків.
У 1946 році Брайко запрошують в Український державний народний хор. 8 років вона виступала на сценах Києва, Москви, міст соціалістичних республік та країн. В 1954 році Марфа Романівна виходить на заслужений відпочинок, живе в рідному селі, потім в сусідній Прохорівці, в останні роки — в Бортничах.

## Творчість
Брайко збирала усну народну творчість у придніпровських селах, писала вірші й пісні, в яких славить подвиг матері-партизанки, у «Пісні про возз'єднання» описала одвічну дружбу українського і російського народів. Її твори схвильовано оповідають про радість життя, ентузіазм і перевагу вільної праці. Вона славить героїв колгоспних ланів, подвиг матері-партизанки, твори пройняті палкою любов'ю до рідної Батьківщини.
Друкувалась в газетах, журналі «Україна», збірниках Інституту мистецтвознавства, фольклору та етнографії АН УРСР.